# Anilios aspina
Anilios aspina är en ormart som beskrevs av Couper, Covacevich och Wilson 1998. Anilios aspina ingår i släktet Anilios och familjen maskormar. Inga underarter finns listade i Catalogue of Life.
Arten är känd från två ställen i centrala Queensland i Australien. Den har troligtvis en större utbredning. Exemplar hittades i områden med klippor och lera som var täckta av gräs. Honor lägger ägg.
För beståndet är inga hot kända. IUCN listar arten som livskraftig (LC).